# Åsgårdstrand
Åsgårdstrand er en by i Horten kommune i Vestfold og Telemark fylke i Norge. Det er også navnet på en tidligere selvstændig kommune og et ladested. 
Åsgårdstrand ligger ved Oslofjorden, ca. ti kilometer syd for Horten centrum og lige langt nord for Tønsberg. Åsgårdstrand har 2 932 indbyggere per 1. januar 2009, og strækker sig delvis ind i nabokommunen. Byen er fra 2007 klassificeret som "turistby", da antal tilrejsende og besøgende er meget højt i forhold til bofaste. Dette medfører at samtlige butikker i den gamle bydel, kan holde søndagsåben.
I småbyidyllen findes gallerier og udsalg for kunsthåndværkere. Her findes hotel, bageriudsalg og caféer med nybagte "Krabbelurer", købmand, bank, vinstue og pub. 

## Historie
Åsgårdstrand blev ladested fra 1650 under Tønsberg, fra 1660 under Holmestrand. I 1752 fik ladestedet privilegier på at drive handel med indenlandske varer. Fra begyndelsen af 1800-tallet var Åsgårdstrand en travl udførselshavn for trælast, blandt andet til Nederland. Handelen stagnerede med sejlskudetidens slut. Grundet det unikke lys i byen, blev den kendt som centrum for billedkunstnere og fra 1880-årene har en række af disse søgt til Åsgårdstrand, blandt disse berømte kunstnere som Edvard Munch, Christian Krohg og Hans Heyerdahl.

## Edvard Munchs Åsgårdstrand
Blandt de mere kendte Munch-motiver fra Åsgårdstrand kand nævnes «Pigerne på broen» fra brygga, «Livets dans» fra havneområdet, «Stormen» malt foran gamle Grand Hotell, «Kvinder» malt nedenfor Munchs Hus, «Løsrivelse» fra stranda ved Munchs Hus, «Aften – Melankoli – Sjalusi» også fra stranden ved Munchs Hus, «To kvinder på stranden» malt nord for Munchs Hus, «Den ensomme» fra stranden ved Munchs Hus, «De ensomme» nord for Munchs Hus, «Fire piger i Åsgårdstrand» malt ved trappen til Munchs Hus og «Aftenpassiar».

## Tidligere kommune
Kommunen blev oprettet som Åsgårdstrand formandskabsdistrikt i 1837. Købmand og skibsreder Anders Riddervold blev da valgt som første borgmester (Ordfører) i Åsgårdstrand.
Åsgårdstrand har været et populært ferie- og badested siden 1920'erne. Både dronning Juliana af Nederlandene, den verdenskendte italienske tenoren Formici, samt gæster fra hovedstaden og andre velbemidlede valfartede til et af de fire hoteller i den idylliske sommerby hver sommer. Sommergæster er fortsat med på at præge byen.
1. januar 1965 blev Åsgårdstrand og Borre kommuner, samt en del af Sem (126 indbyggere fra Stang) slået sammen til Borre kommune. Åsgårdstrand havde ved sammenlægningen 488 indbyggere og var Norges mindste kommune.
14. december 2009 besluttet kommunestyret i Horten at give Åsgårdstrand bystatus, en ændring som trådte i kraft 1. januar 2010.